# پدرو پاسوس کوئلو
پدرو پاسوس کوئلو (انگلیسی: Pedro Passos Coelho؛ زادهٔ ۲۴ ژوئیهٔ ۱۹۶۴) یک سیاست‌مدار اهل پرتغال است.